# TEE/IC-Wagen (DB)

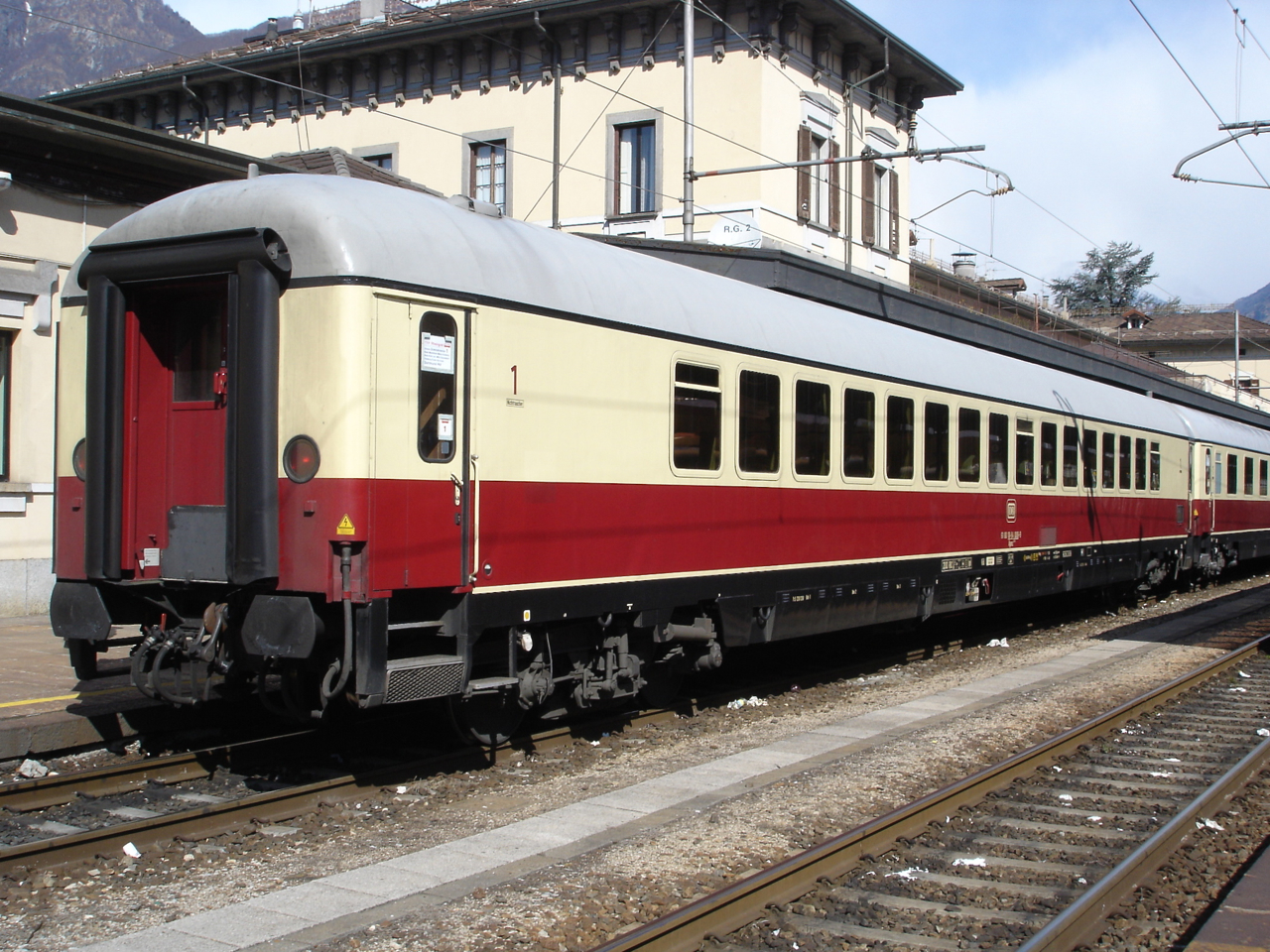
Großraumwagen der Bauart Apmz^{121.0}

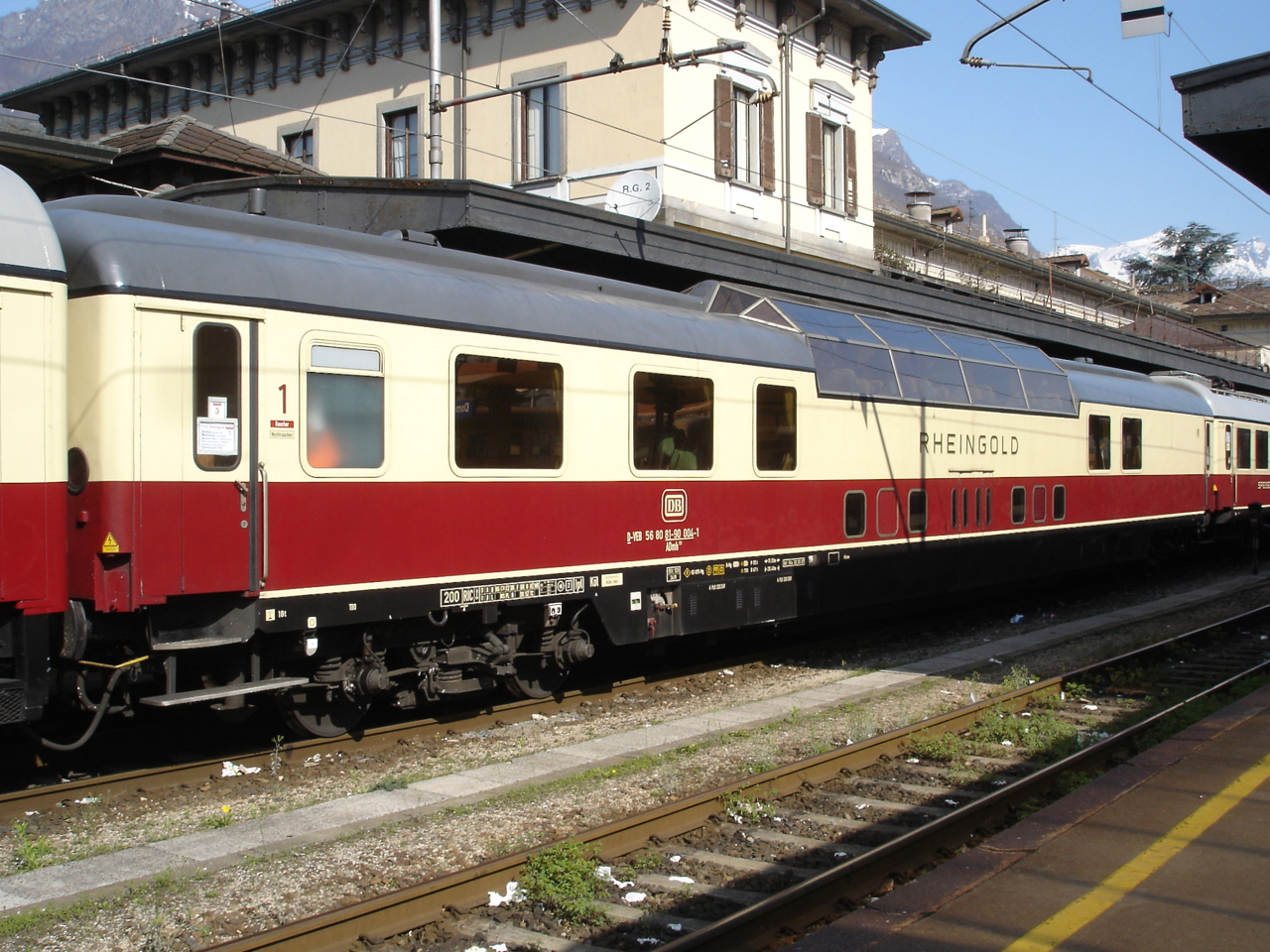
Rheingold-Aussichtswagen der TEE-Bauart ADmh^{101}

Bei den TEE/IC-Wagen handelt es sich um eine Serie von Personenwagen der Deutschen Bundesbahn (DB) aus Erste-Klasse-Wagen, die aus den erfolgreichen UIC-X-Wagen der DB weiterentwickelt wurde (letzte auch als „m“-Wagen bekannt). Auf Grund der serienmäßigen Heizung wurden die TEE auch als „mh“-Wagen bzw. „mz“-Wagen bekannt (siehe Gattungsbezeichnung der Reisezugwagen).
Diese Reisezugwagen wurden von der DB in die Verwendungsgruppe 63 einsortiert und vorzugsweise im TEE-Verkehr verwendet. Sie werden bis heute, mehrfach modifiziert in Intercity-Zügen eingesetzt.

## Bauarten

### Rheingold-Wagen

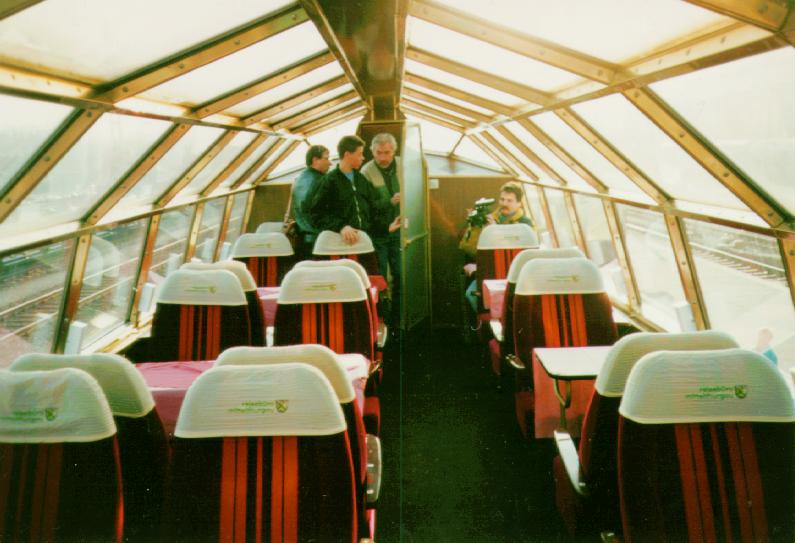
Exklusiver Reisekomfort im Aussichtswagen

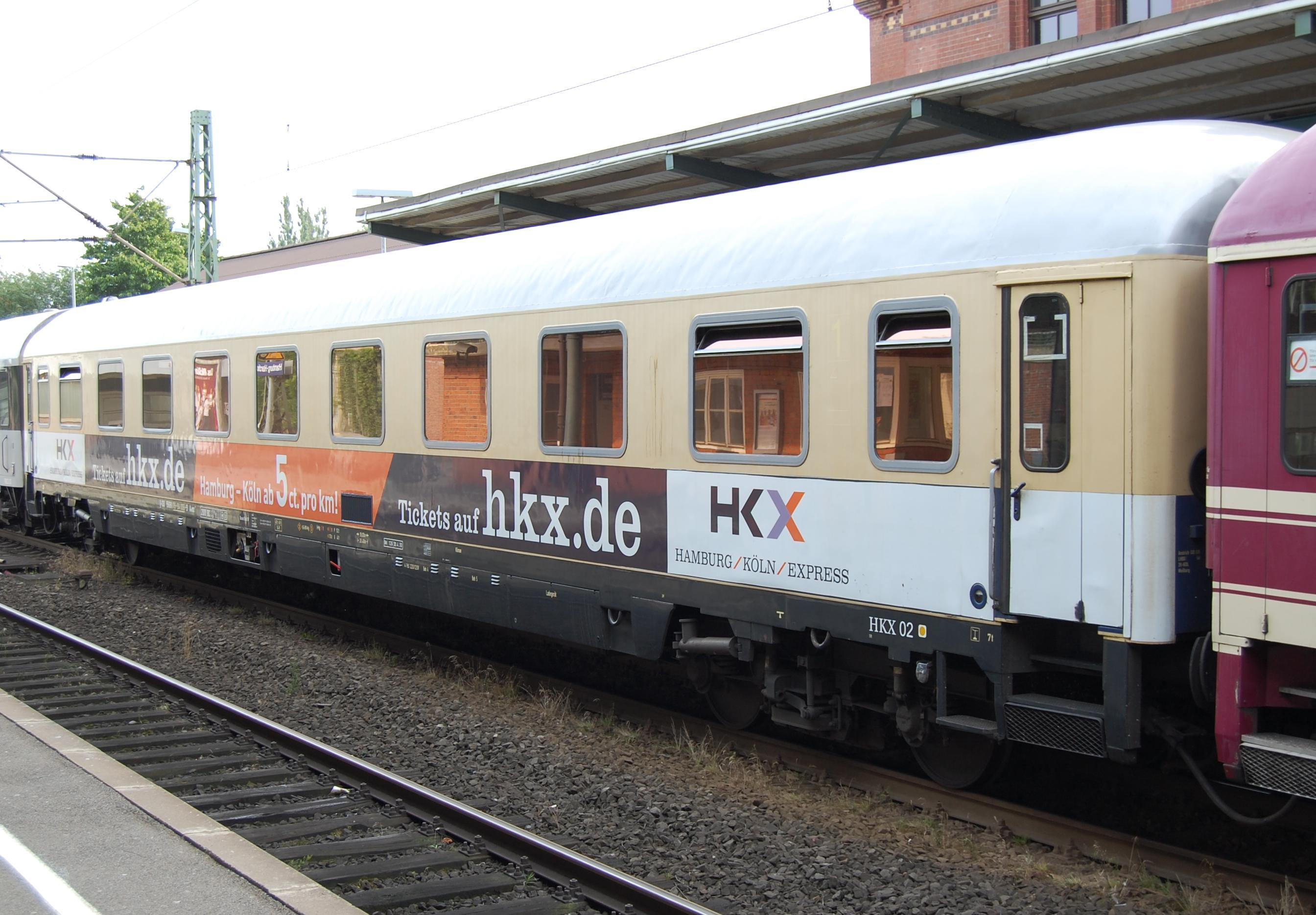
Einer der ersten seiner Gattung: Rheingold-Abteilwagen der Bauart Avmz^{111}, seine kobaltblau/beige Lackierung ist teilweise unter Werbung verborgen

Mit der Umstellung des bisher zweiklassigen Rheingold-Express-Zuges wollte die DB neuestes Wagenmaterial einsetzen. Vorgesehen waren reine Erste-Klasse-Wagen in mehreren Bauarten. Diese Wagen wurden unter Leitung von Abteilungspräsident Adolf Mielich, Leiter der Wagenbau- und Einkaufsabteilung des Bundesbahnzentralamts in Minden, konstruiert. Sie besitzen somit die gleichen Hauptmaße wie die m-Bauart, waren damit 26,4 Meter lang und 2.825 Millimeter breit. Die durch Gummiwülste geschützten Wagenübergänge waren nach neuen UIC-Anforderungen aber nunmehr durch zweiflügelige Schiebetüren gesichert. Untergestell und Wagenkasten sind wiederum aus verschiedenen Profilblechen der Stahlgüte St52 zusammengeschweißt. Ebenso von den UIC-X-Wagen übernommen wurden die Drehfalttüren und die Dachform. Jedoch waren die neuen Wagen klimatisiert. Der Bereich unterhalb des Wagenbodens wurde durch eine Schürze ähnlich den Schürzenwagen geschützt.
Bei den Drehgestellen kam wie bei den m-Wagen die Bauart Minden-Deutz zum Einsatz, die aber für höhere Geschwindigkeiten ausgelegt wurde (MD36). Die Wagen waren zuerst für 160 km/h zugelassen und mit Klotzbremsen und einer Magnetschienenbremse ausgerüstet. Nachdem die Klotzbremsen durch Scheibenbremsen ersetzt wurden, konnte die Höchstgeschwindigkeit auf 200 km/h erhöht werden.
Gebaut wurden in einer ersten Serie ab 1962 exklusiv für den Fernschnellzug (F) Rheingold zehn Seitengang-Abteilwagen Av4üm (später Avmh111) mit nur neun Abteilen statt der zehn der Am-Typen, fünf Großraumwagen Ap4vüm (später Apmh121) mit nur 48 Plätzen (rechnerisch acht Abteile), drei Aussichtswagen AD4üm-62 (später ADmh101) mit Glaskuppel (engl. dome cars) und zwei Speisewagen WR4üm (später WRmh131), die teilweise doppelstöckig ausgeführt waren.
Alle Wagen bildeten die Bauart 62 und gehörten der Verwendungsgruppe 63 an. Die Aussichtswagen hatten eine im Dachbereich angeordnete gläserne Kanzel mit acht Fenstern in Längsrichtung, dort gab es 22 Sitzplätze. Auf normaler Höhe waren zwei Abteile angeordnet. Außerdem gab es noch eine Bar, ein Schreibabteil, ein Abteil mit Telefon, einen Gepäckraum und einen Maschinenraum. Außen waren die Wagen mit „RHEINGOLD“ beschriftet.
Die Wagen besaßen am Anfang die Einrichtung für elektrische und Dampfheizung (Index: „h“) einschließlich der Klimatisierung, später wurden die Wagen auf zentrale Energieversorgung über Zugsammelschiene umgebaut (Index „z“).
Die Fensterbreite beträgt bei den Abteilwagen nunmehr 1.400 Millimeter, die Großraumwagen hingegen hatten pro Wagenseite 16 jeweils nur 900 Millimeter breite Fenster. In den Vorräumen wurden 800 mm breite Fenster eingebaut. Die Fensterscheiben waren wegen der Klimatisierung und zur Verminderung der Sonneneinstrahlung goldbedampft ausgeführt. Alle Wagen waren in Anlehnung an die Farben des Vorkriegs-Rheingoldzuges in kobaltblau (RAL 5013) und beige (RAL 1001) ausgeführt.
Im Jahr 1963 wurde der F-Zug Rheinpfeil ebenfalls auf das neue Wagenmaterial umgestellt, dafür wurden weitere zwölf Av4üm, sechs Ap4üm, drei WR4üm und zwei AD4üm-Aussichtswagen angeschafft. Diese Züge fuhren ebenfalls im neuen Rheingold-Farbschema. Die beiden Aussichtswagen hatten nur noch vier (größere) Fenster in Längsrichtung und waren mit „DEUTSCHE BUNDESBAHN“ beschriftet.
Nachdem Rheingold und Rheinpfeil 1965 in das TEE-Netz integriert wurden, wechselte die Farbgebung auf das normale TEE-Farbschema in purpurrot (RAL 3004) und beige (RAL 1001), ab 1974 wurde das Fensterband elfenbein (RAL 1014) und das zuvor in weißaluminium angestrichene Dach umbragrau. Wenig später wurden die Schürzen und Übergangstüren ebenfalls purpurrot, ebenfalls wurden größere Klassenziffern und Piktogramme anstelle der Raucher/Nichtraucher-Schriftzüge angebracht.

### Bauart Helvetia

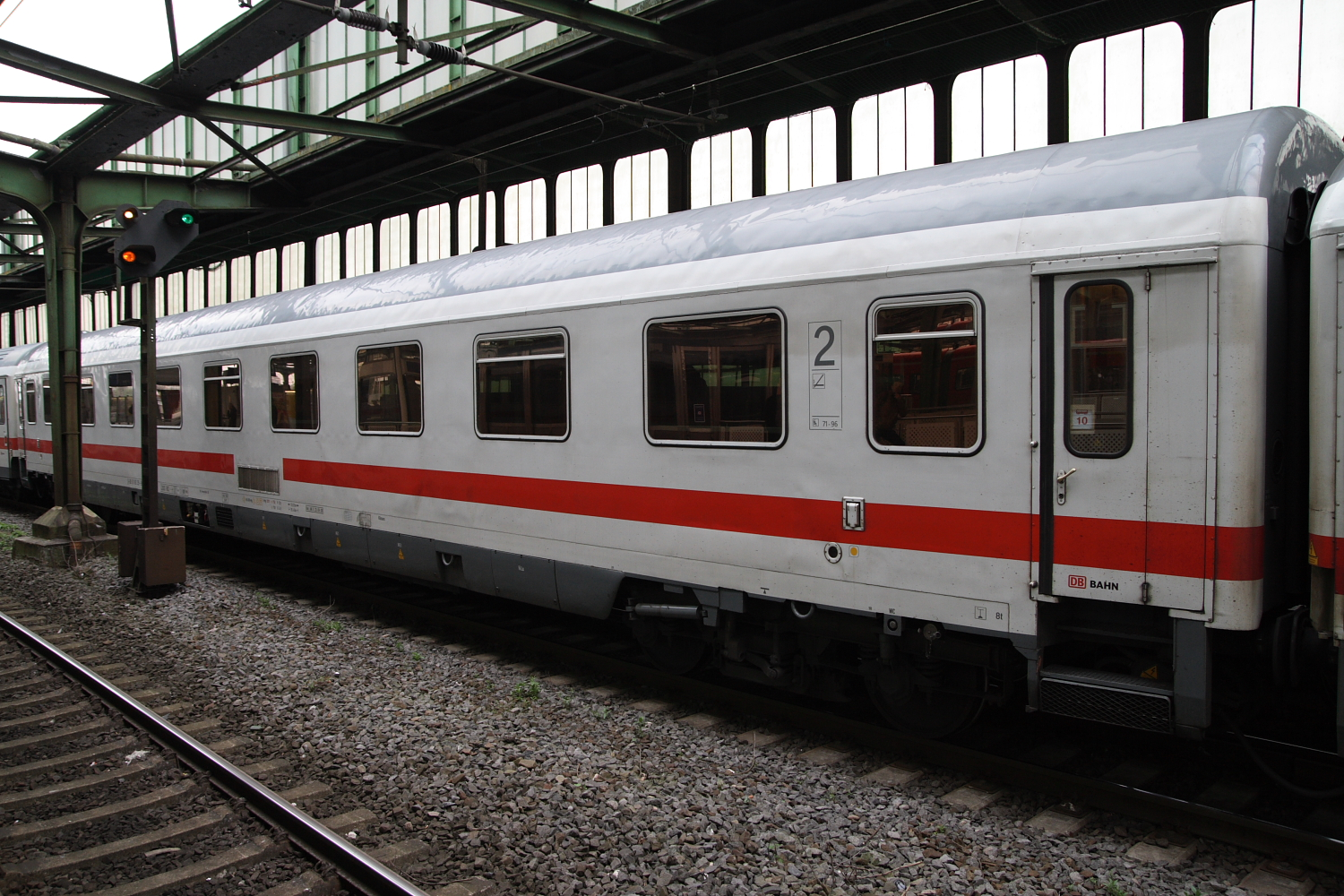
Abteilwagen der Gattung Bwmz^{111.5} (deklassierte Wagen, vormals Avmz^{111})

Zum Jahresfahrplan 1965 wurden weitere F-Züge aufgewertet und in TEE-Züge umgewandelt (z. B. „Blauer Enzian“). Der TEE „Helvetia“ wurde von Triebzügen der Baureihe VT 11.5 auf einen Lok-Wagen-Zug umgestellt. Dafür mussten weitere Wagen angeschafft werden. Diese unterscheiden sich von den vorangegangenen durch das nun zur Ausführung gekommene Steildach (bei den Sitzwagen erst ab dem Jahr 1967). Das bedeutet, die Wagendächer waren bis zum Wagenende gerade durchgezogen. Sonst glichen die Wagen einander. Bis 1975 wurden 266 Avmz111 und 99 Apmz121 gebaut. Bereits kurz nach ihrer Indienststellung ging je ein Avmz111 und ein Apmz121 unfallbedingt verloren. Einige Avmz111 der letzten Serie hatten Schwenkschiebetüren, die allerdings in den 1990er Jahren durch die normalen Drehfalttüren ersetzt wurden.
Erst 1975 folgte eine Serie mit Apmz122-Wagen. Diese besaßen nur noch 14 schmale Fenster, die beiden äußeren Fenster waren nunmehr in einer Länge von 1.400 Millimetern ausgeführt. Diese Wagen hatten Schwenkschiebetüren erhalten. Diese 34 als Apmz122 bezeichneten Wagen boten 51 Plätze der ersten Wagenklasse an, eine weitere Sitzreihe konnte dank kleinerer Garderobenräume angeboten werden. Die 1985 folgende Serie mit sieben Apmz123 entspricht hingegen den Großraumwagen zweiter Klasse der Bauart Bpmz, besitzt aber weitgehend die Inneneinrichtung der Bauart Apmz122 mit Ausnahme der oberen Gepäckablagen, die ebenfalls den Bpmz-Typen entsprechen.

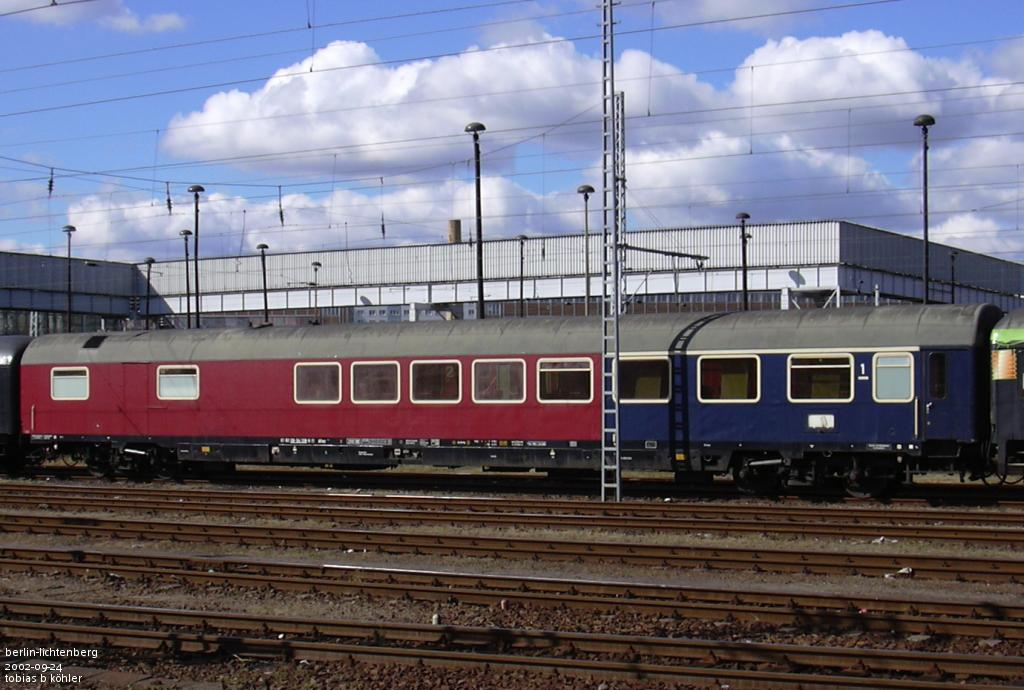
Halb-Speisewagen Bauart „Helvetia“ in rot/blauer „Kakadu“-Lackierung, der zuerst in F-Zügen, ab 1971 meistens in IC-Zügen verkehrte

Bereits 1964 wurden neue Barwagen ARD4üm (später ARDmh105/ARDmz106) entwickelt, die neben vier Abteilen einen Barraum und ein kleines Gepäckabteil besaßen. Die insgesamt vierzehn gebauten Fahrzeuge kamen bevorzugt im „Blauen Enzian“ und „Helvetia“ zum Einsatz. Von den späteren ARDmh105-Wagen wurden fünf Stück auf zentrale Energieversorgung mit Zugsammelschiene umgebaut und als ARDmz106 eingereiht. Ende der 1970er Jahre wurden diese Wagen aus dem TEE-Dienst genommen. Fortan bildeten sie den Restaurant-Teil der Bundeswehr-IC-Züge.

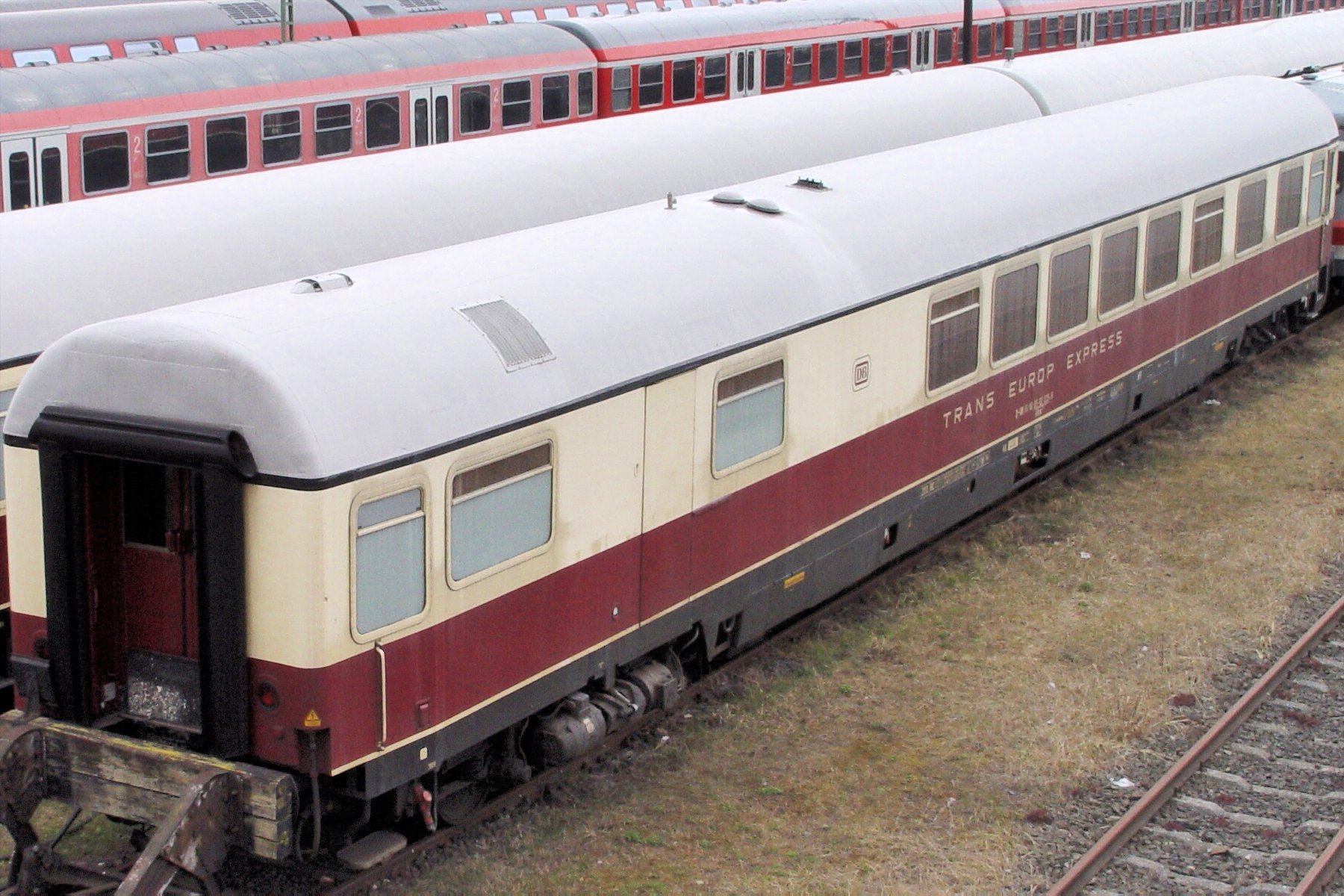
Halbspeisewagen ARmh^{217} des DB Museums

Weil sich die teilweise doppelstöckige Ausführung der Rheingold-Bauart nicht bewährte, kamen 1964 neue Speisewagen der Typen WRmh132 und ab 1965 WRmz135 mit Stromabnehmer in den Verkehr. Ein Teil der WRmh132 hatte purpurroten Lack, der Rest war in purpurrot/beigen TEE-Farben ausgeführt. 1966 folgten die Halbspeisewagen ARmh217 (25 Exemplare) in charakteristisch zweifarbiger, kobaltblau/purpurroter Lackierung, die ab 1971 dem TEE-Anstrich wich. Diese Wagen wurden schon mit einer UIC-Betriebsnummer geliefert, die anderen Wagen folgten erst 1968. In den 1980er Jahren ließ die DB sechzehn ARmh217 zu ARmz218 herrichten, wobei die Dampfheizungseinrichtung entfiel und die Wagen zu Einspannungswagen zurückgebaut wurden. Der Stromabnehmer bei vielen der Wagen diente der Energieversorgung während eines Zughaltes (bei Lokwechsel) im Netz von DB, ÖBB und SBB/CFF/FFS, ferner zur Energieversorgung der Küche in Abstellbahnhöfen, in denen keine Vorheizanlage vorhanden war. Ein einziger Wagen, ein WRmz135.1, war für den Frankreich-Einsatz geeignet.
Konstruktiv auf den Rheingold-Wagen beruhen die neueren Quick-Pick-Speisewagen von 1975 (WRbumz139). Diese wurden jedoch selten im TEE-Verkehr, sondern meist nur für Schnellzüge verwendet. Der größere Teil war in TEE-Farben, einige Vorserienwagen hingegen im damals neuen Ozeanblau-Elfenbein ausgeführt. In den IC-Einsatz gelangten diese Wagen ab 1978 mit der Einführung des IC-Stundentaktes. Die Wagen waren für den Selbstbedienungsbetrieb mit nur zwei Personen zur Bewirtschaftung vorgesehen. Sie wurden kurze Zeit später – nach Beschwerden von Fahrgästen und Touristikverbänden – mit einer weiteren Bedienkraft aufgewertet. Da das Selbstbedienungs-Konzept auf Dauer keinen Erfolg hatte, wurden die Quick-Pick-Wagen ab 1987 in druckertüchtigte Bord-Restaurants des Typs WRmz137 umgebaut und fuhren weiter in IC- und Fern-Express-Diensten (FD).

### Eurofima-Abteilwagen

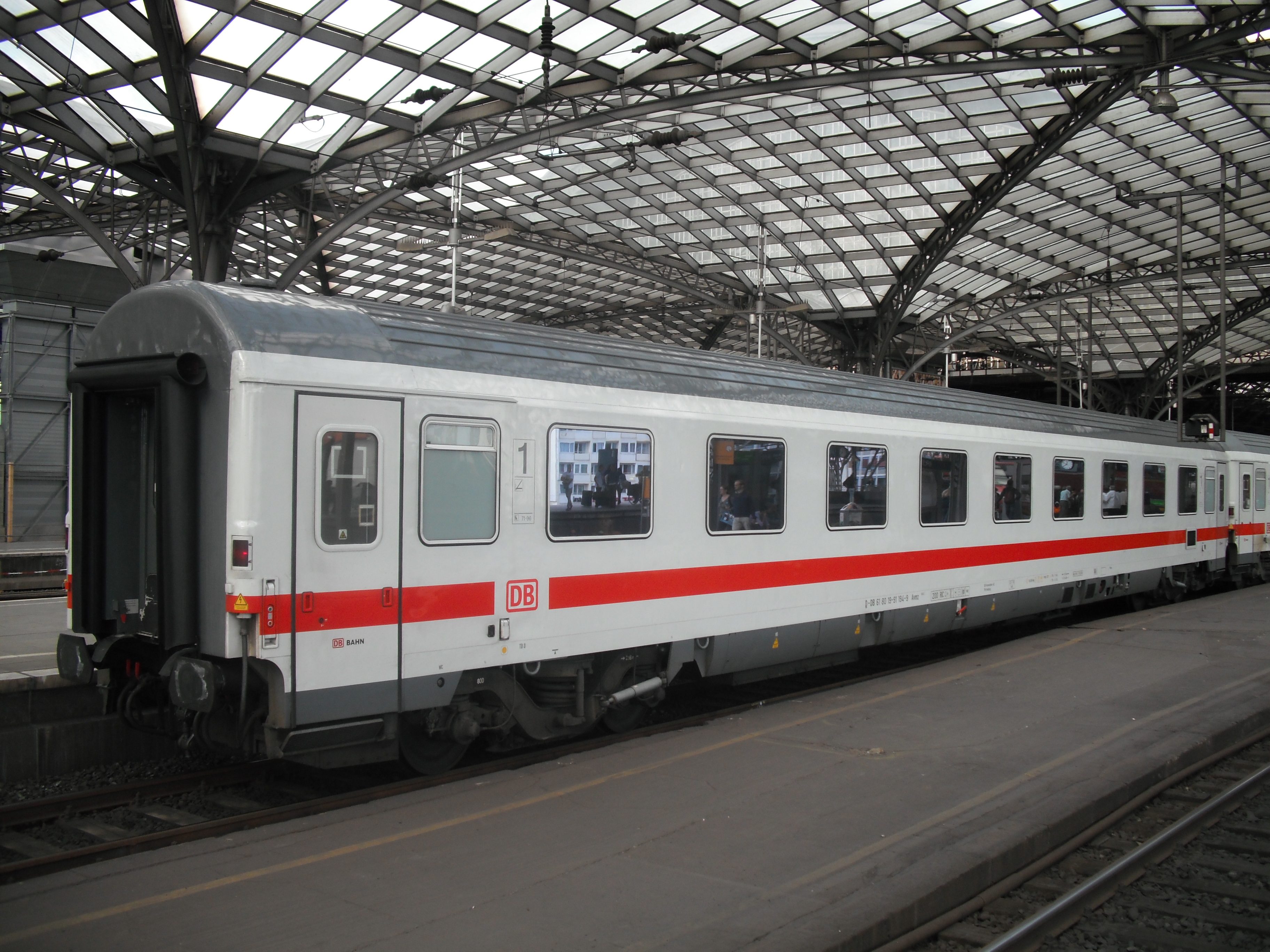
Eurofima-Abteilwagen der ersten Klasse (heute Gattung Avmz^{108.1})

Nach einer Ausschreibung wurden 1976 von der europäischen Eisenbahn-Finanzierungsgesellschaft Eurofima 500 Wagen (UIC-Z1-Standard) für mehrere europäischen Bahnverwaltungen gemeinsam bestellt. Beschafft wurden nur reine Erste- und Zweite-Klasse-Wagen, insgesamt waren es 295 Fahrzeuge der ersten Klasse und 205 Wagen der zweiten Klasse, die als Eurofima-Wagen bekannt wurden und in den internationalen Reisezügen für ein einheitliches Erscheinungsbild sorgten. Die DB verwendete ihre Wagen im innerdeutschen Intercity- und im grenzüberschreitenden IC-/TEE-Verkehr zusammen mit anderen Wagenbauarten, daher wurde statt der neuen reinorange-lichtgrauen Eurofima-C1-Lackierung die klassische TEE-Farbgebung gewählt.
Die DB beschaffte nur Wagen des Typs Avmz207 (1. Klasse, ursprünglich 100 Stück). Zwei weitere Prototypen ABvmz227 (1./2. Klasse) und Bvmz237 (2. Klasse) wurden zwar geprüft, ihre Kapazität mit 60 bzw. 66 Plätzen jedoch als zu gering empfunden. Stattdessen ertüchtigte die DB für das Konzept IC '79 Abteilwagen der UIC-X-Bauart für 200 km/h (ab 1979 als Bm235 bezeichnet).
Die Eurofima-Wagen fußen auf den technischen Parametern der UIC-X-Type. Der projektierte Erste-Klasse-Wagen entsprach damit im Wesentlichen dem Avmz-TEE-Wagen-Typ der DB. Statt Drehfalttüren hatten die neuen Wagen Schwenkschiebetüren erhalten, wie schon zuvor einige der Avmz111-Wagen.
Realisiert wurden zuvor mehrere Prototypen. Die Hauptabmessungen ähnelten denen der UIC-X-Wagen, allerdings wurden die Vorräume etwas größer ausgeführt. Wegen dieser Unterschiede schuf man den neuen UIC-Z-Standard. Die Fenster der Abteile erster Klasse sind 1.400 Millimeter breit wie im Avmz111 der DB. Die Wagen tragen eine Verkleidung (Schürze) des Unterbodenbereichs wie die TEE-Wagen der DB. Die durch Gummiwülste geschützten Übergänge besaßen neue automatische Flügeltüren mit an den Ecken ausgerundeten Fensterscheiben. Die Farbgebung entsprach bei den 100 DB-Wagen der in Deutschland gewohnten TEE-/IC-Farbgebung.

### Druckertüchtigung
Ein erster Umbau von IC-Wagen wurde durch die Inbetriebnahme der DB-Neubaustrecken ab 1988 erforderlich. 65 Avmz207-Wagen, ein Teil der Bpmz-Wagen sowie alle Wagen der Bauart Apmz122 und 123 wurden nun druckertüchtigt ausgeführt. So entstanden die Bauarten Avmz107 (ex 207), Apmz117 (ex 122), Apmz123 (ohne Umzeichnung) und Bpmz293 (ex 291). Dafür wurde ein Tausch des Übergangs durch druckdichte SIG-Portale, ein Umbau der Klimaanlage und der Einbau neuer Türen (zwei verschiedene Bauarten mit unterschiedlichen Türfenstern) vorgenommen. Außerdem wurden neue Fenster und Türen und geschlossene WC-Systeme mit Abwassertanks eingebaut.
Die neuentwickelten Abteilwagen zweiter Klasse (Bvmz185) waren schon bei der Anlieferung druckertüchtigt. Die Inneneinrichtung blieb vorerst unangetastet. Erst in den späten 1990er Jahren wurde die Inneneinrichtung gründlich überarbeitet und präsentiert sich nunmehr in Grau-/Blau-Tönen. Bis 2004 wurden alle Wagen erneut grundlegend modernisiert und sind seitdem unter anderen Bauart-Nummern im DB-Fuhrpark wiederzufinden. Etwa 2008 wurde angefangen, bei fälligen Hauptuntersuchungen die druckdichten Übergänge an vielen Wagen aufgrund der hohen Unterhaltungskosten auf normale Gummiwülste zu tauschen.

### DR-IC-Wagen
Eher einen Schritt zurück bedeuteten die neuen, von der DR nach der Wende in der DDR beschafften unklimatisierten Wagen der Bauart Bomz 236, die aus dem Grundbaumuster der Halberstädter Schnellzugwagen ab 1990 entwickelt wurden. Ab 1991 kamen 112 Wagen in den Verkehr, welche die orientrot-weiße IC-Lackierung trugen (die Hälfte der Wagen hatten aber vorher für kurze Zeit den IR-Anstrich in blau-weiß).
Es waren die letzten Schnellzugwagen, die in Halberstadt neu gebaut wurden. Diese Wagen wurden für 200 km/h Höchstgeschwindigkeit zugelassen, wofür das GP-200-Drehgestell, auf dem sie fahren, auch ursprünglich entwickelt wurde.
Diese Wagen verkehren heute nicht mehr im IC-Verkehr, sind allerdings von DB AutoZug übernommen worden.

### Steuerwagen

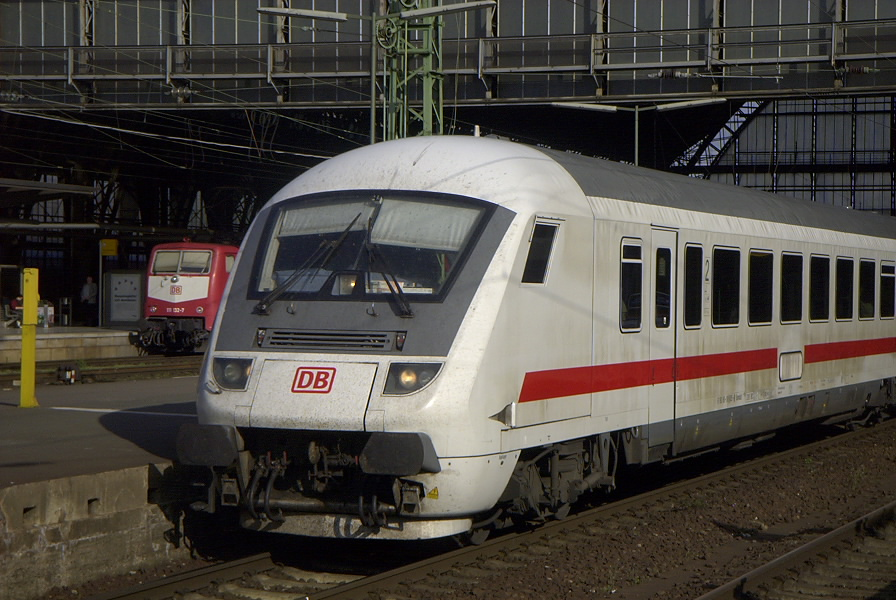
IC-Steuerwagen Bauart Bpmbdzf^{297}

Um auch im Fernverkehr Wendezüge fahren zu können, wurden zunächst Steuerwagen aus vorhandenen Wagen der DR-Bauart Bom281 umgebaut.

#### Erste Bauart: Bimdzf
Die zwanzig Wagen der ersten Serie (Bezeichnung Bimdzfi269.1) wurden 1995 vom Werk Halberstadt für den InterRegio-Verkehr im damaligen blauen Farbschema geliefert. 1996 folgten weitere zwölf Wagen der zweiten Serie (Bezeichnung Bimdzfi269.2) für den Intercity-Verkehr, die ersten sechs noch im orientroten Farbschema mit Begleitstreifen, die anderen sechs bereits im zu dieser Zeit neuen verkehrsroten Lack. Die beiden Bauserien unterscheiden sich zudem in der Bauart der Kupplungsabdeckung.
Die Wagen behielten Drehgestelle, Untergestell und Dach sowie den Einstiegsbereich an einem Ende der Spenderwagen, die Seitenwände mit dem steuerkopfseitigen Einstieg sowie der Führerstand wurden neu gebaut. Die Inneneinrichtung aller 32 Wagen entspricht den Interregio-Wagen. Sie sind wie diese nicht klimatisiert.
Seit der Ausrüstung mit elektronischen Zuglaufanzeigen und Reservierungsanzeigen an den Sitzplätzen werden beide Serien einheitlich als Bimdzfi271 bezeichnet.

#### Zweite Bauart: Bpmbzf
Die zweite Bauart, Bpmbzfi297, wurde 1997 und 1998 bei PFA Weiden in 75 Exemplaren gebaut. Dieses Mal wurden nur die Untergestelle der Spenderwagen verwendet, der Wagenkasten wurde komplett neu aufgebaut, der Steuerwagenkopf aus glasfaserverstärktem Kunststoff entspricht dem der ersten Bauart.
Die Wagen haben eine Inneneinrichtung ähnlich den Bpmz-Wagen, einen Fahrradbereich, Rollstuhlplätze und ein behindertengerechtes WC. In Zeiten geringerer Nachfrage kann der Fahrradbereich verkleinert und weitere Sitzreihen eingebaut werden (sogenannter Quick-Change-Bereich). Diese Wagen haben neue luftgefederte SIG-Drehgestelle, zwölf Exemplare sind druckertüchtigt für den Einsatz auf Schnellfahrstrecken.
Auch diese Wagen erhielten Fahrgastinformationssysteme und werden seitdem als Bpmbdzfi296 bezeichnet.

### Modernisierungsprogramm IC mod

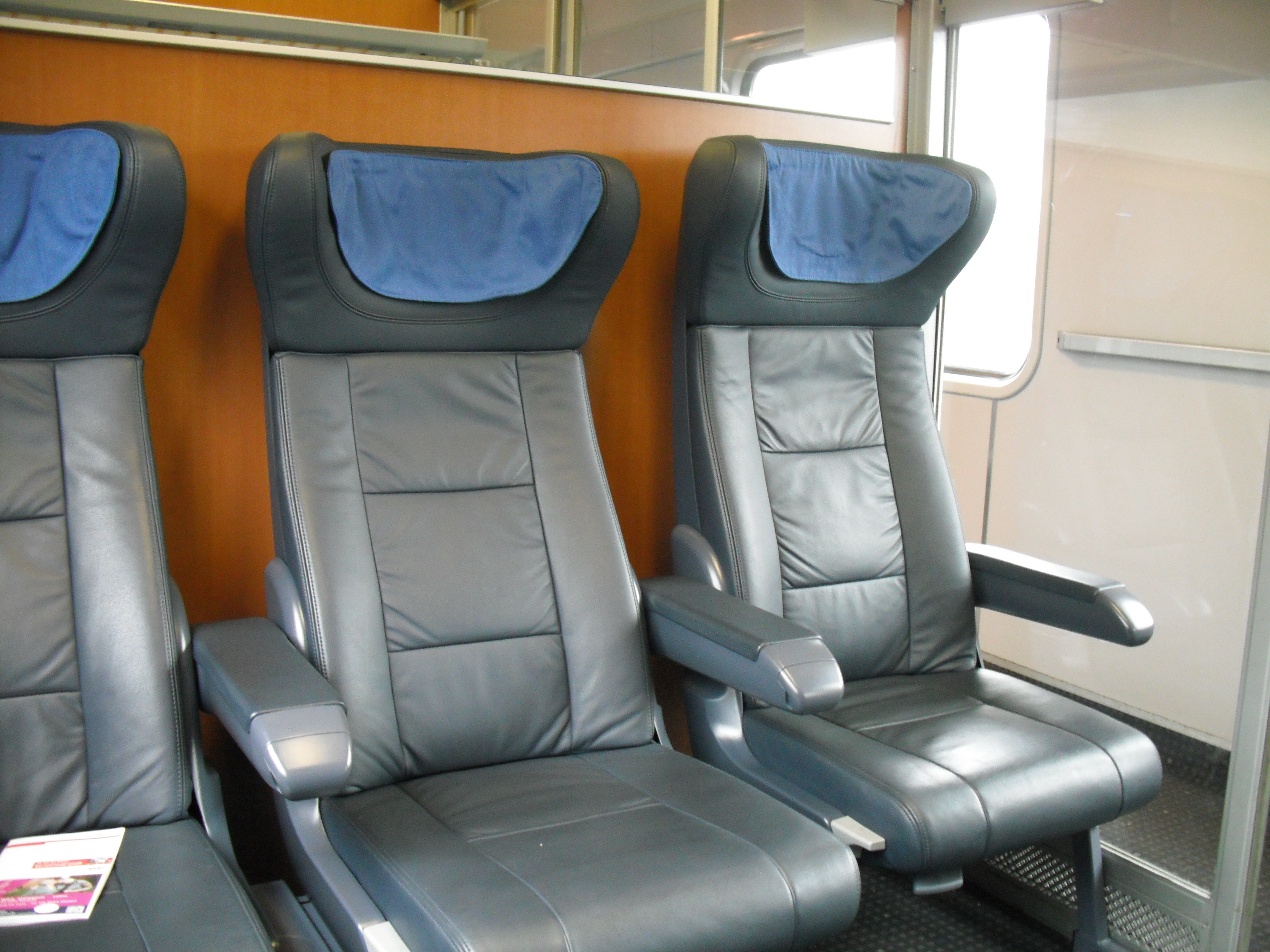
Sitze in einem 1.-Klasse-Abteil nach der Modernisierung

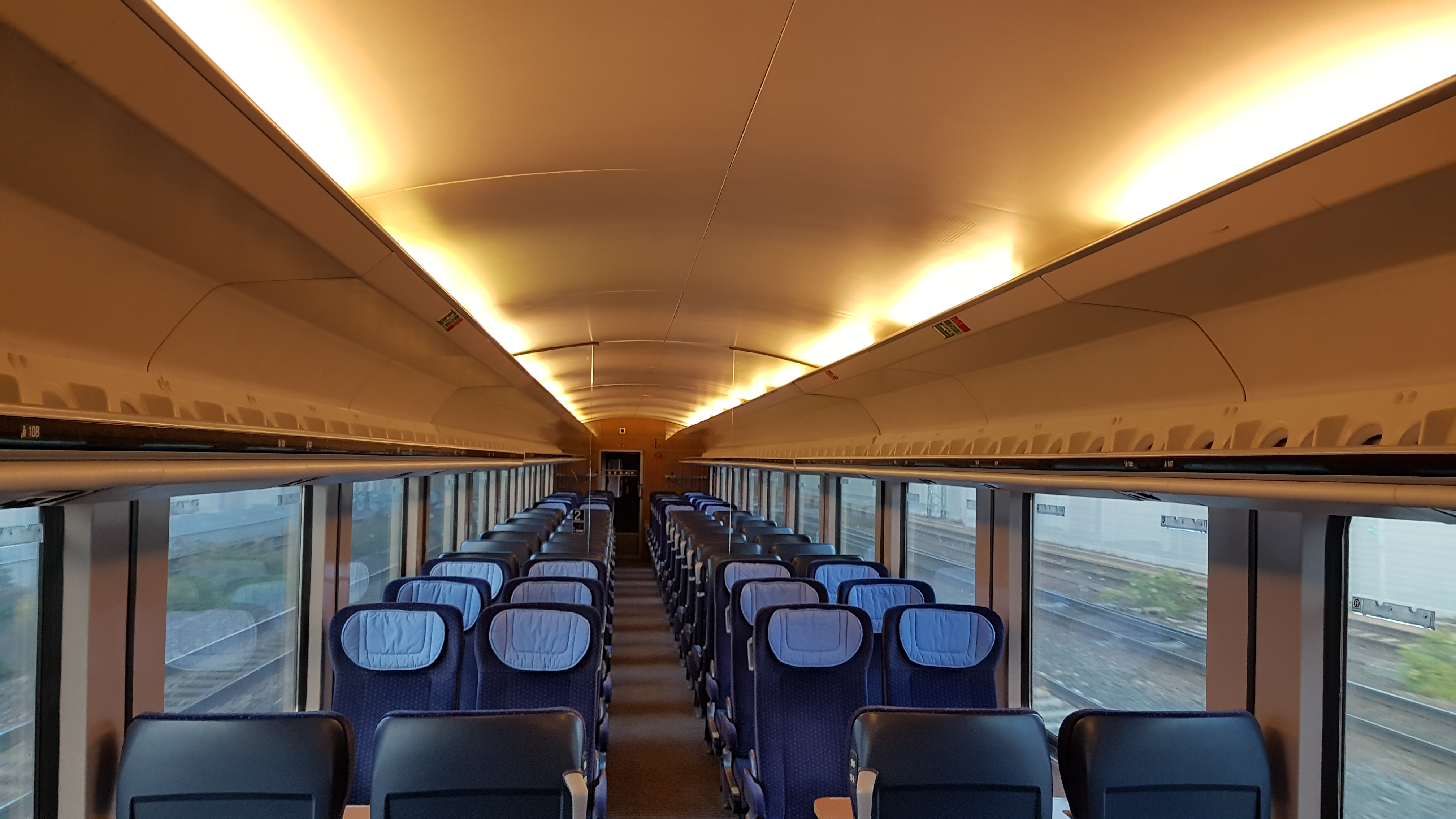
Innenraum eines modernisierten IC-Großraumwagens der 2. Klasse

Weil die heute in IC-Zügen eingesetzten Wagenbauarten über einen Zeitraum von mehr als 25 Jahren entstanden waren, wiesen sie große technische Unterschiede auf, die die Instandhaltung erschwerten. Außerdem entsprachen die elektrischen Einrichtungen teilweise nicht mehr dem aktuellen Stand der Technik. Zudem achtet die Deutsche Bahn, seitdem der Verlust des Fernverkehrsmonopols abzusehen war, auf ein geschlosseneres Erscheinungsbild trotz divergierender Wagenbauarten in ihren Zügen, über verschiedene Fahrzeugtypen hinweg. Nach dem Redesign des ICE 1 und dem Redesign des ICE 2 stand deshalb auch eine optische und technische Überarbeitung des IC-Wagenparks an. Damit wurde neben einer besseren Wirkung auf die Fahrgäste auch eine höhere Verfügbarkeit angestrebt.
Ab 2012 wurden von den rund 1.500 noch vorhandenen Wagen geplante 773 modernisiert, wobei die wichtigsten Unterbauarten mehrheitlich (alle oder zumindest etwa 75 Prozent der Fahrzeuge einer Unterbauart) überarbeitet wurden, andere dagegen (wie die Bordrestaurants und die eher als Reserve anzusehenden Wagen der Gattungen Bimz und Bimdz) wurden im alten Zustand belassen. Es wurden neue Sitze nach ergonomischen Erkenntnissen eingebaut, so dass die Wagen nun über in der Ausführung einheitliche Sitze verfügten. An allen Sitzen wurden 230-Volt-Steckdosen eingebaut. Auch die Energie- und Klimaversorgung wurde teilweise überarbeitet. Es gab verschiedene technische Neuerungen wie neue Informationsanzeigen und LTE-fähige Mobilfunkrepeater. Mehr Wagen (163 statt bisher 129) erhielten Mehrzweckabteile mit Fahrradabstellplätzen. Die Bistrobereiche wurden völlig neu gestaltet sowie mit einer indirekten Beleuchtung versehen.
In optischer Hinsicht wurde die Inneneinrichtung weitgehend der des ICE 3 angeglichen. Die Sitze der ersten Klasse wurden mit schwarzem Leder bezogen, die der zweiten Klasse mit dunkelblauem Veloursstoff. In den Speiseräumen der Bordbistros kamen überwiegend Bänke in Vis-à-vis-Anordnung zum Einsatz, die mit rotem Stoff bezogen wurden. Die meist hellgrauen Seitenwände der meisten Räume in Abteilen, Großräumen und Speiseräumen werden in diesem Farbton belassen, während die Stirnwände und Abteilquerwände ebenso wie die Thekenverkleidung des Speiseraums auf Buchedekor umgestellt wurde.
Der Umbau der Inneneinrichtung wurde bis Dezember 2014 abgeschlossen. Außer dem Werk Neumünster waren das Werk in Nürnberg für die Abteilwagen und das Werk Kassel für die Bistrowagen an dem Programm beteiligt.

## Einsatz

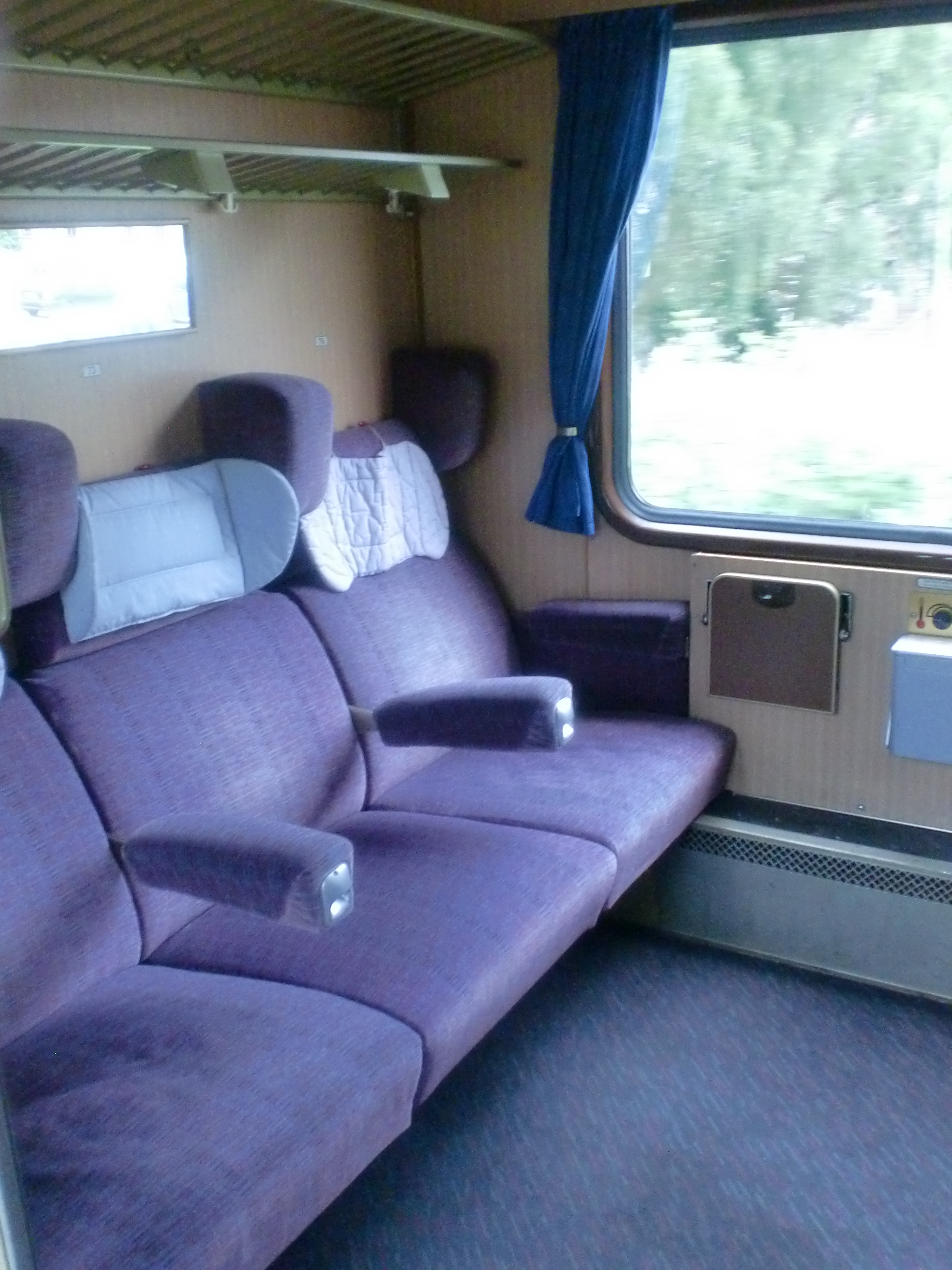
Nicht modernisiertes Abteil eines Bwmz^{111}

Die neuen Rheingold-Wagen wurden sofort in ihrem zugedachten Einsatzbereich verwendet: dem F-Zug- und späteren TEE-Verkehr. Ab 1971 kamen die Fahrzeuge auch in den InterCity-Zügen Einsatz. Nach der Lieferung der neuen Eurofima-Wagen, die die IC-Flotte verstärkten, wanderten einige ältere Avmz111-Wagen auch kurzzeitig in den hochwertigen Schnellzugeinsatz, beispielsweise Einsatz in den Zügen „Komet“ und „Kommodore“. Ab 1983 bildeten viele der Rheingoldwagen den Erste-Klasse-Teil der neuen Zuggattung Fern-Express (FD). Ab 1987 waren die Rheingold-Wagen auch in EuroCity-Zügen (EC) im Einsatz.
Nachdem die Interregio-Züge 2002 in Deutschland abgeschafft wurden, waren die Rheingold-Wagen zusammen mit den originalen Eurofima-Wagen die einzigen Erstklass-Wagen der DB Fernverkehr. Ein Teil der Avmz111-Wagen wurde zur zweiten Klasse deklassiert und lief vorübergehend als Bwmz111. Ein Teil dieser Wagen war leicht modifiziert ab Dezember 2016 auf der IC-Linie 26 unter der Bezeichnung ABvmz111.2 eingesetzt, diese Wagen verfügten über drei Abteile der 1. Klasse und sechs Abteile der 2. Klasse. Zunächst wurden die Wagen mit den runden Dachenden aus den Anfangsjahren ausgemustert, bis Dezember 2023 folgten alle verbliebenen Wagen mit Drehfalttüren. 

## Farbgebung
Die Rheingoldwagen von 1962 waren beige (RAL 1001) mit kobaltblauem Bauchbereich (RAL 5013), der Längsträger und die Schürzen waren schwarz lackiert. Zwischen Wagenkörper und Längsträger befand sich ein schmaler beigefarbener Begleitstreifen.
Ab Mitte der 1970er Jahre wurde bei sämtlichen TEE-Wagen der Bauchbereich, Längsträger und der Schürzenbereich durchgehend in Purpurrot (RAL 3004) lackiert, das Fensterbahn in Elfenbein (RAL 1014).
Mit der Vorstellung des neuen Farbkonzeptes 1986 erhielten die Rheingold-Wagen den IC-Anstrich: Der Fensterbereich war nun orientrot (RAL 3031), die Bauchspanten lichtgrau (RAL 7035) ausgeführt. Unterhalb der Fenster befand sich ein pastellvioletter Begleitstreifen (RAL 4009). Auch hier wurden die Wagen stets anlässlich von Hauptuntersuchungen umlackiert. Eine Ausnahme bildeten die Apmz122, die ab 1987 für den Einsatz auf der Schnellfahrstrecke Hannover–Würzburg druckertüchtigt wurden. Statt Gummiwülsten wurden nun SIG-Faltenbälge eingebaut sowie neue Kiekert-Schwenkschiebetüren, diese Wagen erhielten zugleich den neuen IC-Anstrich. Auf diese Weise wurde das neue Farbkonzept bis 1994 nicht komplett umgesetzt, erst nachdem der Vorstand der neugegründeten Deutschen Bahn AG in einer Schnellaktion das Umlackieren aller im IC-Verkehr stehenden Wagen anordnete, präsentierten sich die Rheingold-Wagen wieder in einem einheitlichen Farbschema.
Schon 1996 ordnete der DB-AG-Vorstand als neue Wagenfarben Verkehrsrot (RAL 3020) und Lichtgrau (RAL 7035, erscheint fast wie weiß) in ähnlicher Aufteilung aber ohne Begleitstreifen unterhalb der Fenster an. Auch diese Periode hielt nicht lange an, denn ab 2001 wurden alle Wagen im ICE-Farbschema Lichtgrau (RAL 7035) mit verkehrsroten Streifen (RAL 3020) im Spantenbereich ausgeführt. In dieser Farbgebung verkehren die Rheingold-Wagen noch heute.
In den letzten Jahren wurden einige gebrauchte Wagen von anderen Bahngesellschaften, wie der Länderbahn (eingesetzt im alex und beim HKX) und der Centralbahn, erworben. Dort wurden sie zum Teil in die jeweiligen Unternehmensfarben umlackiert.